# Campsicnemus tarsiciliatus
Campsicnemus tarsiciliatus är en tvåvingeart som beskrevs av Octave Parent 1939. Campsicnemus tarsiciliatus ingår i släktet Campsicnemus och familjen styltflugor. Inga underarter finns listade i Catalogue of Life.